# Canton de Châtellerault-Sud
Le canton de Châtellerault-Sud est un ancien canton français situé dans le département de la Vienne et la région Poitou-Charentes.

## Géographie
Ce canton était organisé autour de Châtellerault dans l'arrondissement de Châtellerault. Son altitude varie de 42 m (Châtellerault) à 146 m (Senillé) pour une altitude moyenne de 67 m.

## Administration
| Période | Période | Identité           | Étiquette | Qualité                                             |
| ------- | ------- | ------------------ | --------- | --------------------------------------------------- |
| 1973    | 1992    | Robert Sauvion     | PCF       | Instituteur Maire de Naintré (1965-1983)            |
| 1992    | 2004    | Ghislain Delaroche | UDF-FD    | Entrepreneur à Châtellerault                        |
| 2004    | 2015    | Christian Michaud  | PS        | Responsable commercial Maire de Naintré (2003-2014) |

## Composition
| Nom                       | Code Insee | Intercommunalité           | Population (dernière pop. légale)              |
| ------------------------- | ---------- | -------------------------- | ---------------------------------------------- |
| Châtellerault (chef-lieu) | 86066      | CA Grand Châtellerault     | Fraction : 8 569(2012) Commune : 31 722 (2014) |
| Naintré                   | 86174      | CA Grand Châtellerault     | 5 866 (2014)                                   |
| Senillé                   | 86259      | CA du Pays Châtelleraudais | 748 (2013)                                     |

## Démographie
| 1975 | 1982 | 1990   | 1999   | 2006   | 2011   | 2012   |
| ---- | ---- | ------ | ------ | ------ | ------ | ------ |
| -    | -    | 15 973 | 15 838 | 15 611 | 15 302 | 15 161 |